# Cotesia capucinae
Cotesia capucinae är en stekelart som först beskrevs av Fischer 1961.  Cotesia capucinae ingår i släktet Cotesia och familjen bracksteklar. Inga underarter finns listade i Catalogue of Life.